# Пишкоран, Луминица
Луминица Пишкоран (рум. Luminița Pișcoran; 14 марта 1988) — румынская биатлонистка, бронзовая призёрка чемпионата Европы среди юниоров 2009 года. Чемпионка Европы в индивидуальной гонке (2015), призёрка чемпионата мира по летнему биатлону 2015 года в смешанной эстафете.

## Биография
Заниматься биатлоном Луминица начала в 10 лет. Одним из самых успешных в карьере румынской спортсменки стал 2009 год, за который Пишкоран успела стать бронзовой призёркой чемпионата Европы в эстафете среди юниоров, а также заняла третье место в смешанной эстафете на летнем чемпионате Европы среди юниоров в Оберхофе. На Чемпионате Европы 2015 выиграла золотую медаль в индивидуальной гонке, опередив в том числе и будущую чемпионку мира в этой дисциплине Екатерину Юрлову, а также таких титулованных биатлонисток как Тина Бахман, Моника Хойниш и Кристина Гузик.

## Кубок мира
В Кубке мира Пишкоран дебютировала в сезоне 2010/2011 на этапе в шведском Эстерсунде. Лучшим результатом в сезоне для Луминицы стало 52-е место в гонке преследования в американском Преск-Айле. В следующем году Пишкоран смогла набрать свои первые очки в общий зачёт Кубка мира, став сначала 35-й в спринте на 5-м этапе в чешском городе Нове-Место-на-Мораве, а затем заняв 26-е место на 7-м этапе в норвежском Хольменколлене. В сезоне 2012/2013 румынская спортсменка лишь раз смогла попасть в очковую зону, заняв 39-е место в спринте в словенской Поклюке.

## Дисквалификация сборной Румынии начемпионате мира 2013
После эстафетной гонки на чемпионате мира 2013, сборная Румынии была дисквалифицирована за прохождение Луминицей трех метров за пределами гоночной трассы. Поскольку чемпионат мира являлся помимо всего прочего и квалификационным турниром на Зимние Олимпийские игры 2014, Румыния не смогла выставить эстафетную команду в Сочи. Получив отказ на протест по этому решению, лидер сборной Румынии, Ева Тофалви, подвергла жесткой критике деятельность IBU и обвинила их в политике двойных стандартов.

### Результаты выступлений в Кубке мира
| 2013/14 Итоги | 2013/14 Итоги | Эстерсунд | Эстерсунд | Эстерсунд | Эстерсунд | Хохфильцен | Хохфильцен | Хохфильцен | Анси | Анси | Анси | Оберхоф | Оберхоф | Оберхоф | Рупольдинг | Рупольдинг | Рупольдинг | Антхольц | Антхольц | Антхольц | Зимние Олимпийские Игры | Зимние Олимпийские Игры | Зимние Олимпийские Игры | Зимние Олимпийские Игры | Зимние Олимпийские Игры | Зимние Олимпийские Игры | Поклюка | Поклюка | Поклюка | Контиолахти | Контиолахти | Контиолахти | Холменколлен | Холменколлен | Холменколлен |
| Очков         | Место         | См        | Инд       | Спр       | Пр        | Спр        | Эст        | Пр         | Эст  | Спр  | Пр   | Спр     | Пр      | МС      | Эст        | Инд        | Пр         | Спр      | Пр       | Эст      | См                      | Спр                     | Пр                      | Инд                     | Эст                     | МС                      | Спр     | Пр      | МС      | См          | Спр         | Пр          | Спр          | Пр           | МС           |
| 4             | 77            | 18        | 49        | 89        | —         | 37         | 14         | 48         | 21   | 78   | —    | 77      | —       | —       | —          | —          | —          | —        | —        | —        | —                       | —                       | —                       | —                       | —                       | —                       | —       | —       | —       | —           | —           | —           | —            | —            | —            |

| 2012/13 Итоги | 2012/13 Итоги | Эстерсунд | Эстерсунд | Эстерсунд | Эстерсунд | Хохфильцен | Хохфильцен | Хохфильцен | Поклюка | Поклюка | Поклюка | Оберхоф | Оберхоф | Оберхоф | Рупольдинг | Рупольдинг | Рупольдинг | Антхольц | Антхольц | Антхольц | ЧМ Нове-Место | ЧМ Нове-Место | ЧМ Нове-Место | ЧМ Нове-Место | ЧМ Нове-Место | ЧМ Нове-Место | Холменколлен | Холменколлен | Холменколлен | Сочи | Сочи | Сочи | Ханты-Мансийск | Ханты-Мансийск | Ханты-Мансийск |
| Очков         | Место         | См        | Инд       | Спр       | Пр        | Спр        | Пр         | Эст        | Спр     | Пр      | МС      | Эст     | Спр     | Пр      | Эст        | Спр        | МС         | Спр      | Пр       | Эст      | См            | Спр           | Пр            | Инд           | Эст           | МС            | Спр          | Пр           | МС           | Инд  | Спр  | Эст  | Спр            | Пр             | МС             |
| 2             | 99            | —         | 43        | 70        | —         | 89         | —          | —          | 39      | 51      | —       | —       | 86      | —       | —          | 64         | —          | 67       | —        | —        | —             | 66            | 82            | —             | —             | —             | 83           | —            | —            | 85   | 74   | —    | 74             | —              | —              |